# 17959 Camierickson
17959 Camierickson è un asteroide della fascia principale. Scoperto nel 1999, presenta un'orbita caratterizzata da un semiasse maggiore pari a 2,7384124 UA e da un'eccentricità di 0,1212177, inclinata di 3,83912° rispetto all'eclittica.